# Риволи (Л'Аквила)
Риволи (итал. Rivoli) је насеље у Италији у округу Л'Аквила, региону Абруцо.
Према процени из 2011. у насељу је живело 22 становника. Насеље се налази на надморској висини од 854 м.